# 丹羽富穀
丹羽 富穀（にわ とみたけ、文政6年（1823年） - 慶応4年7月29日（1868年8月30日））は、江戸時代末期の陸奥国二本松藩丹羽家家老。一般的には通称である丹羽一学として知られる。父は丹羽富寿、母はとく。妻はマチ子。別名は万寿郎、一学、内匠。号は反求。

## 生涯
先祖は丹羽長秀の五男・長門守五郎兵衛長俊、長俊の子・長門守一学長清、長清の子孫が長秀の弟・丹羽秀重の家名を継いだことに由来すると伝わる。歴代当主が「五郎兵衛」「一学」「長門」を称し、二本松藩の家老職となる家柄であった丹羽家老家当主・富寿の次男として文政6年（1823年）に生まれた。天保5年（1834年）2月、元服して富穀と名乗る。同年、家督相続して600石を知行する。嘉永元年（1848年）には御番頭へと昇格。幕末の動乱期に入ると、黒船への備えとして江戸に上り、安政5年（1858年）9月、上総国富津で海岸警備に就いた。
元治元年（1864年）、家老職となり、病弱であった主君の丹羽長国を補佐し、藩政の主導権を握るようになった。慶応4年（1868年）から始まる戊辰戦争では、同年4月、仙台藩領白石城にて開催された奥州越列藩使臣会議に二本松藩代表として出席し、奥羽列藩同盟に二本松藩を加盟させた。二本松藩は、忠君愛国の教育が家臣団に深く根づいていたが、軍制・兵装・戦術の近代化は進んでおらず、また兵力も老人や子供を併せて2,000程度であり、近代化された新政府軍との戦力差は明らかであった。
同年7月、新政府軍が会津に続き、三春藩・守山藩に侵攻すると、両藩は新政府軍に降伏。二本松藩では降伏についての軍議を行ったが、その席場で「死を賭して信義を守るは武士の本懐」と、富穀は徹底抗戦を主張した。28日には藩主の丹羽長国を二本松城から米沢へ脱出させ、覚悟を示した。翌29日に新政府軍は二本松城へ侵攻、二本松藩兵は壊滅し、富穀も丹羽茂正・服部保定ら、他の重臣らとともに土蔵（くら）奉行景山蔵之進邸にて自害した（二本松の戦い）。 
辞世は「風に散る 霞の我が身はいとわねど 心にかかる 君が行く末」
墓所は福島県二本松市成田町大隣寺。
戦後、二本松の戦いの責任を取る形で家名断絶となったが、明治16年（1883年）に、河井継之助らとともに家名再興が許された。